# أخيرا تزوجت (فلم)
أخيرا تزوجت هو فيلم مصري تم إنتاجه عام 1942، إخراج جمال مدكور وبطولة سليمان نجيب وميمي شكيب وتحية كاريوكا وفؤاد شفيق.

## فريق العمل
إخراج: جمال مدكور
تأليف:
- جمال مدكور
- سليمان نجيب

إنتاج: ستوديو مصر
بطولة:
- سليمان نجيب
- ميمي شكيب
- تحية كاريوكا
- فؤاد شفيق
- عباس فارس
- عبد الوارث عسر
- ليلى فوزي